# Kostel svatého Jeronýma (Křetín)
Kostel svatého Jeronýma je římskokatolický chrám v obci Křetín v okrese Blansko. Je chráněn jako kulturní památka České republiky. Jde o farní kostel farnosti Křetín.

## Historie
Ves byla původně církevním majetkem, ve 13. století náležela zřejmě do majetku řádu templářů. První zmínka o faře pochází z roku 1574. Původní křetínský kostel stál přibližně v místě kostela dnešního. Stavba však byla ve špatném stavu, byla v 17. století zbourána a nahrazena novým barokním kostelem. V roce 1852 při požáru obce shořela střecha kostela včetně báně, poškozen byl i interiér.

## Popis
Jedná se o jednolodní chrám s odsazeným pětiboce uzavřeným kněžištěm. Kněžiště kostela je orientované k východu, jednolodní vnitřní prostor je zaklenutý valenou klenbou s příčnými pasy. Na západní straně je čtyřboká věž. V jejím přízemí je vchod do kostela.

## Zařízení
Retabulový hlavní oltář pochází z 18. století, k inventáři patří také kamenná křtitelnice kalichového tvaru. Zvon ve věži byl ulitý roku 1853.